# François de Chabaud-Latour

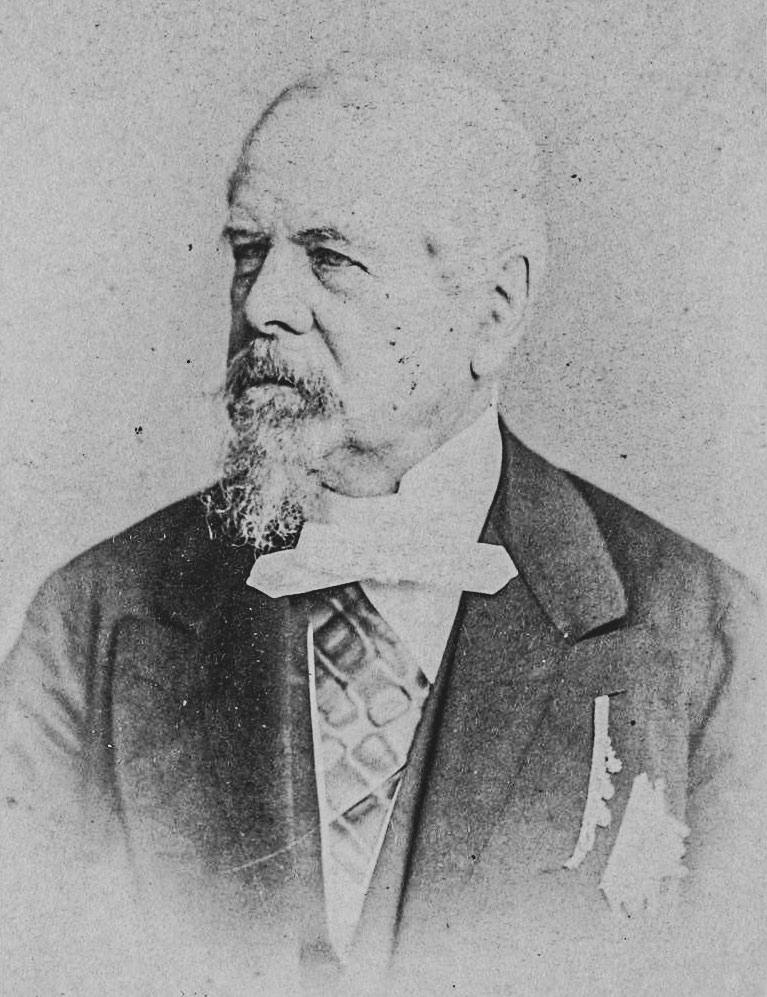
François de Chabaud-Latour

François-Henri-Ernest, Baron de Chabaud-Latour (* 25. Januar 1804 in Nîmes; † 10. Juni 1885 in Paris) war ein französischer Général de division und Staatsmann.

## Leben
François-Henri-Ernest, Baron de Chabaud-Latour, Sohn des französischen Politikers Antoine Georges François de Chabaud-Latour, besuchte 1818–20 die polytechnische Schule, trat in das Geniekorps ein, wurde 1827 Hauptmann, nahm an der Expedition nach Algerien teil und arbeitete an den Befestigungswerken von Paris. Er wurde dann Ordonnanzoffizier des Herzogs von Orléans, den er 1832 zur Belagerung von Antwerpen begleitete. 1845 avancierte er zum Oberst, befehligte 1852 das Geniekorps in Algerien und wurde 1853 Brigadegeneral sowie 1857 Général de division. Zugleich war er Mitglied des kaiserlichen Unterrichtsrats und (als Protestant) Mitglied des Zentralrats der reformierten Kirchen. Während der Belagerung von Paris (1870–1871) im Deutsch-Französischen Krieg war er als Kommandant des Geniekorps bei den Verteidigungsmaßnahmen tätig und erhielt im Januar 1871 das Großkreuz der Ehrenlegion.
Am parlamentarischen Leben hatte Chabaud-Latour unter der Julimonarchie von 1837 bis 1848 teilgenommen und beständig mit der konservativen Partei für die Regierungspolitik gestimmt. Seitdem galt er für einen eifrigen Orléanisten. Bei den Wahlen vom 8. Februar 1871 wurde er für das Département Gard in die Nationalversammlung gewählt, nahm seinen Sitz im rechten Zentrum und wurde mehrmals zum Vizepräsidenten der Versammlung gewählt. 1873 wurde er Mitglied des Kriegsgerichts, das aus sieben Generälen bestand und im Prozess des Marschalls François-Achille Bazaine zu richten hatte. Am 20. Juli 1874 wurde er bei der neuen Regierungskrise unter der Präsidentschaft Mac-Mahons an Stelle des zurückgetretenen Oscar Bardi de Fourtou  zum Innenminister ernannt, nahm aber schon am 10. März 1875 seine Entlassung. Seit November 1877 lebenslanger Senator, starb er am 10. Juni 1885 im Alter von 81 Jahren in Paris und wurde auf dem Friedhof Père-Lachaise beigesetzt.